# Sonate pour flûte, alto et harpe
La Sonate pour flûte, alto et harpe (CD 145) de Claude Debussy fut composée entre septembre et octobre 1915 et dédiée à l'épouse du compositeur, Emma Debussy. Le 10 décembre 1916 est donnée la première audition française de la Sonate pour flûte, alto et harpe chez Durand, par Albert Manouvrier (flûte), Darius Milhaud (alto) et Jeanne Dalliès (harpe chromatique) .
C'est la deuxième des Six sonates pour divers instruments de Claude Debussy. 

## Historique
Il s'agit d'une des dernières œuvres de Debussy, composée la même année que la Sonate pour violoncelle et piano et que En blanc et noir. Son instrumentation singulière (la flûte, l'alto et la harpe n'avaient jamais été associées dans une pièce de chambre) lui confère une atmosphère sonore douce et mélancolique, aux accents orientaux.
Dans un souci d'amélioration de la harpe diatonique d'Érard, en usage depuis le début du XIXe siècle, Gustave Lyon, directeur de la maison Pleyel, avait imaginé en 1894 une harpe chromatique sans pédales, plus facile à jouer que sa concurrente, chaque note étant affectée à une corde, ce qui supprimait la nécessité des pédales lors des modulations. « L'instrument, déjà utilisé par Debussy en 1904, suscita de nombreuses polémiques dans le monde musical, mais n'eut qu'une existence éphémère. »

## Structure
Elle comporte trois mouvements et sa durée d'exécution approche les vingt minutes :
1. Pastorale. Lento, dolce rubato
2. Interlude. Tempo di minuetto
3. Finale. Allegro moderato ma risoluto

Théoriquement affiliée au modèle du XVIIIe siècle, cette sonate en trio n'en ouvre pas moins sur le XXe siècle, par la densité de son écriture. Conçue comme une conversation musicale où les sonorités des instruments se mêlent, se soutiennent et s'opposent, elle est présentée par Debussy comme étant « affreusement mélancolique, et je ne sais pas si on doit en rire ou en pleurer ».

### Ouvrages généraux
- Claude Debussy, Correspondance, 1872-1918, Paris, Gallimard, 2005, 2352 p. (ISBN 2-07-077255-1) éditée sous la direction de François Lesure et Didier Herlin
- Paul Landormy, La Musique française de Franck à Debussy, Paris, Gallimard, 1943, 248 p. (ISBN 2-07-023708-7)
- Paul Pittion, La Musique et son histoire : tome II — de Beethoven à nos jours, Paris, Éditions Ouvrières, 1960, 574 p.

### Monographies
- Jean Barraqué, Debussy, Paris, Seuil, coll. « Solfèges », 1962, rééd. 1994, 250 p. (ISBN 978-2-02-020626-6 et 2-02-020626-9)
- Antoine Goléa, Claude Debussy, Paris, Seghers, coll. « Musiciens de tous les temps », 1966, 190 p.
- Edward Lockspeiser et Harry Halbreich, Claude Debussy, Paris, Fayard, 1980, 823 p. (ISBN 2-213-00921-X)
Edward Lockspeiser, Claude Debussy, sa vie et sa pensée, Paris, Fayard, 1980, p. 7-529
Harry Halbreich, Claude Debussy, analyse de l'œuvre, Paris, Fayard, 1980, p. 533-748
- Gilles Macassar et Bernard Mérigaud, Claude Debussy : le plaisir et la passion, Paris, Gallimard, coll. « Découverte », 1992, 168 p. (ISBN 2-07-053224-0)
- Heinrich Strobel, Claude Debussy, Paris, Le Bon Plaisir, Librairie Plon, coll. « Amour de la Musique », 1952, 238 p., préface et traduction d'André Cœuroy,
- Émile Vuillermoz, Claude Debussy, Genève, René Kister, coll. « Les grands compositeurs du XXe siècle », 1957, 160 p.

### Articles et analyses
- Collectif, « Debussy », La Revue musicale, Paris, no 1,‎ 1920 (lire en ligne)
André Suarès, Debussy, Paris, La Revue musicale, 1920, p. 98-126

## Discographie
- Flûte et Harpe, par Jean-Pierre Rampal (flûte), Pierre Pasquier (alto), Lily Laskine (harpe) - Erato (1975)
- Trois sonates, par Michel Debost (flûte), Yehudi Menuhin (alto), Lily Laskine (harpe) - EMI (1976)
- Franck, Debussy, Ravel, par The Melos Ensemble et Osian Ellis (harpe) - Decca (1962-1980)
- Musique de chambre de Debussy, par The Nash Ensemble : Philippa Davies (flûte), Roger Chase (alto), Marisa Robles (harpe) - Virgin Classics (1989)
- Sonate en trio, par l'Ensemble Wien-Berlin : Wolfgang Schultz (flûte), Wolfram Christ (alto), Margit-Anna Süss (harpe) - Deutsche Grammophon (1990)
- Sonate, par Philippe Bernold (flûte), Gérard Caussé (alto), Isabelle Moretti (harpe) - Harmonia mundi (1998)
- The Chamber Music of Claude Debussy, par Ransom Wilson (en) (flûte), Paul Neubauer (alto), Nancy Allen (harpe) - Delos (1999)
- Impressions françaises, par Juliette Hurel (flûte), Arnaud Thorette (alto), Christine Icart (harpe) - ZigZag (2010)
- Debussy: Les 3 Sonates, par Jean-Louis Beaumadier (flûte), Pierre-Henri Xuereb (alto), Fabrice Pierre (harpe) - Indésens (2012)
- Debussy : Sonates et trio, par Emmanuel Pahud (flûte), Gérard Caussé (alto), Marie-Pierre Langlamet (harpe) - Erato (2017)
- Debussy, couleur originale, par Trio Zerline (trio flûte, alto & harpe) - Paraty (2022)